# Melpignano
Melpignano és un municipi situat al territori de la província de Lecce, a la regió de la Pulla, (Itàlia).

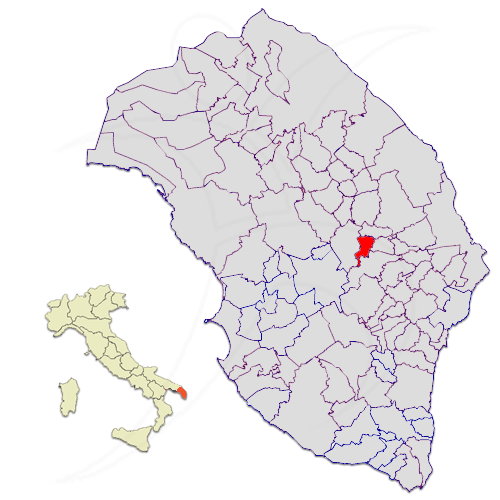
Ubicació de Melpignano dins de la província de Lecce.

## Galeria de fotos

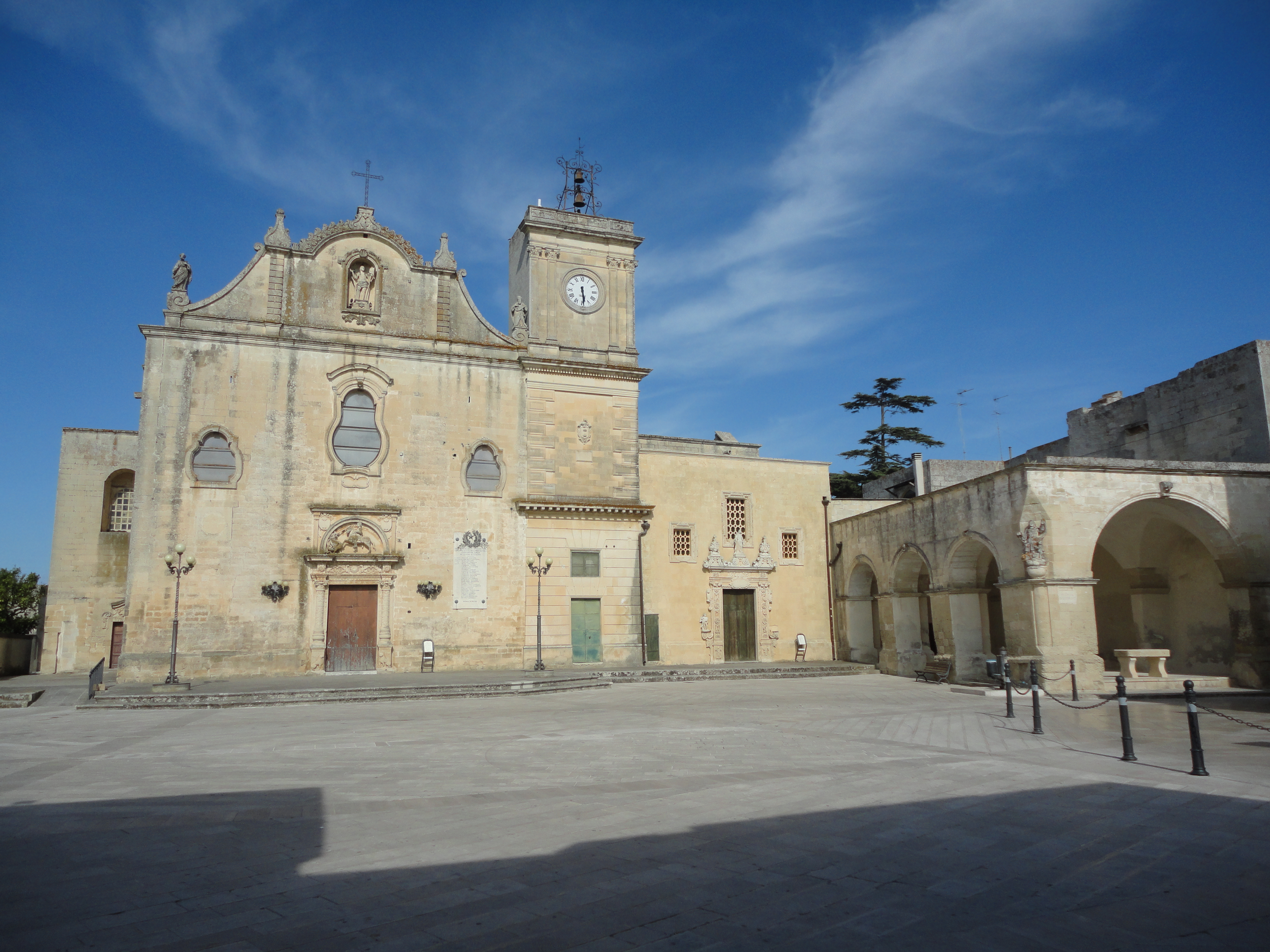
Plaça de Sant Jordi (San Giorgio)
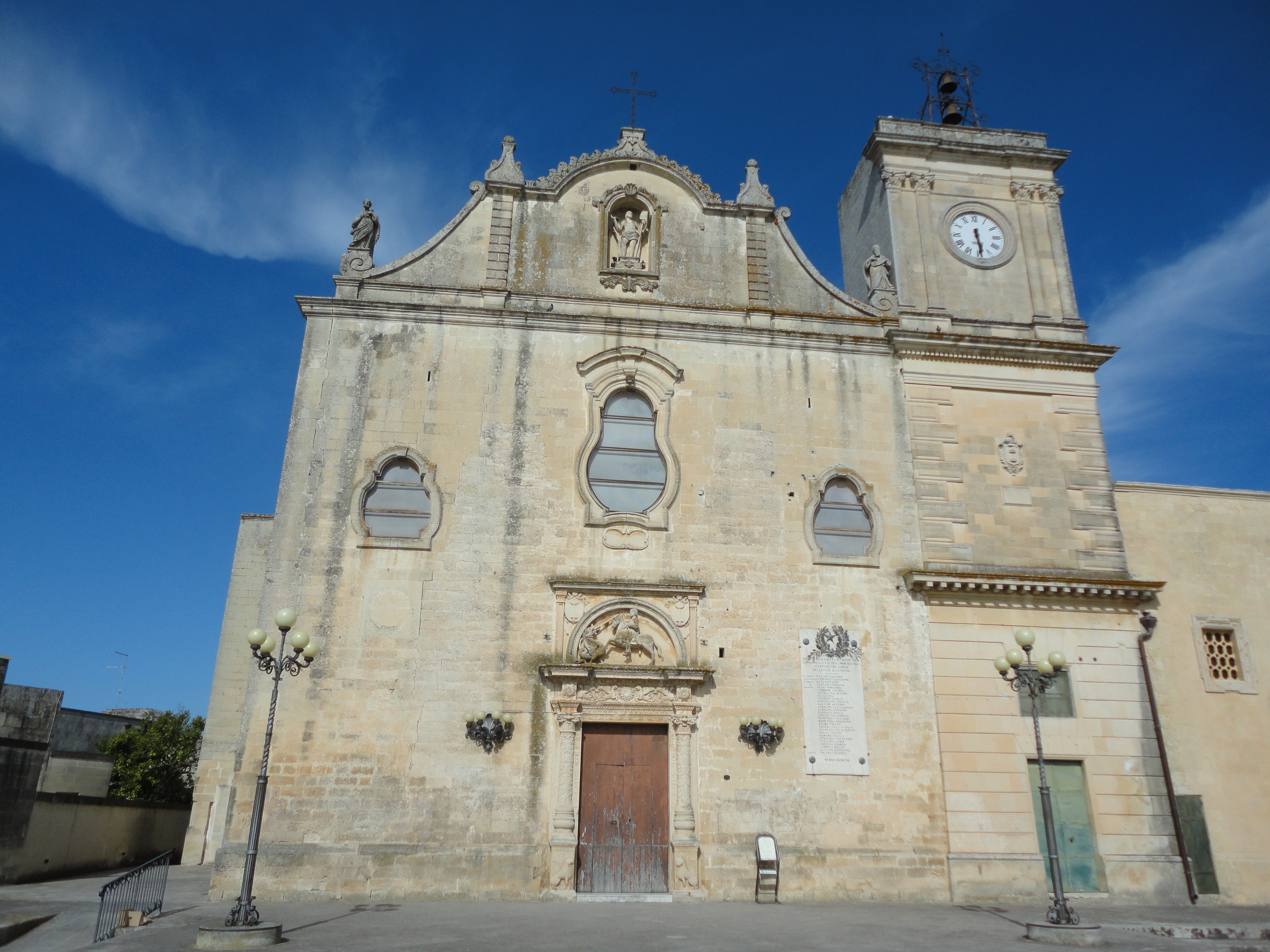
Església de Sant Jordi
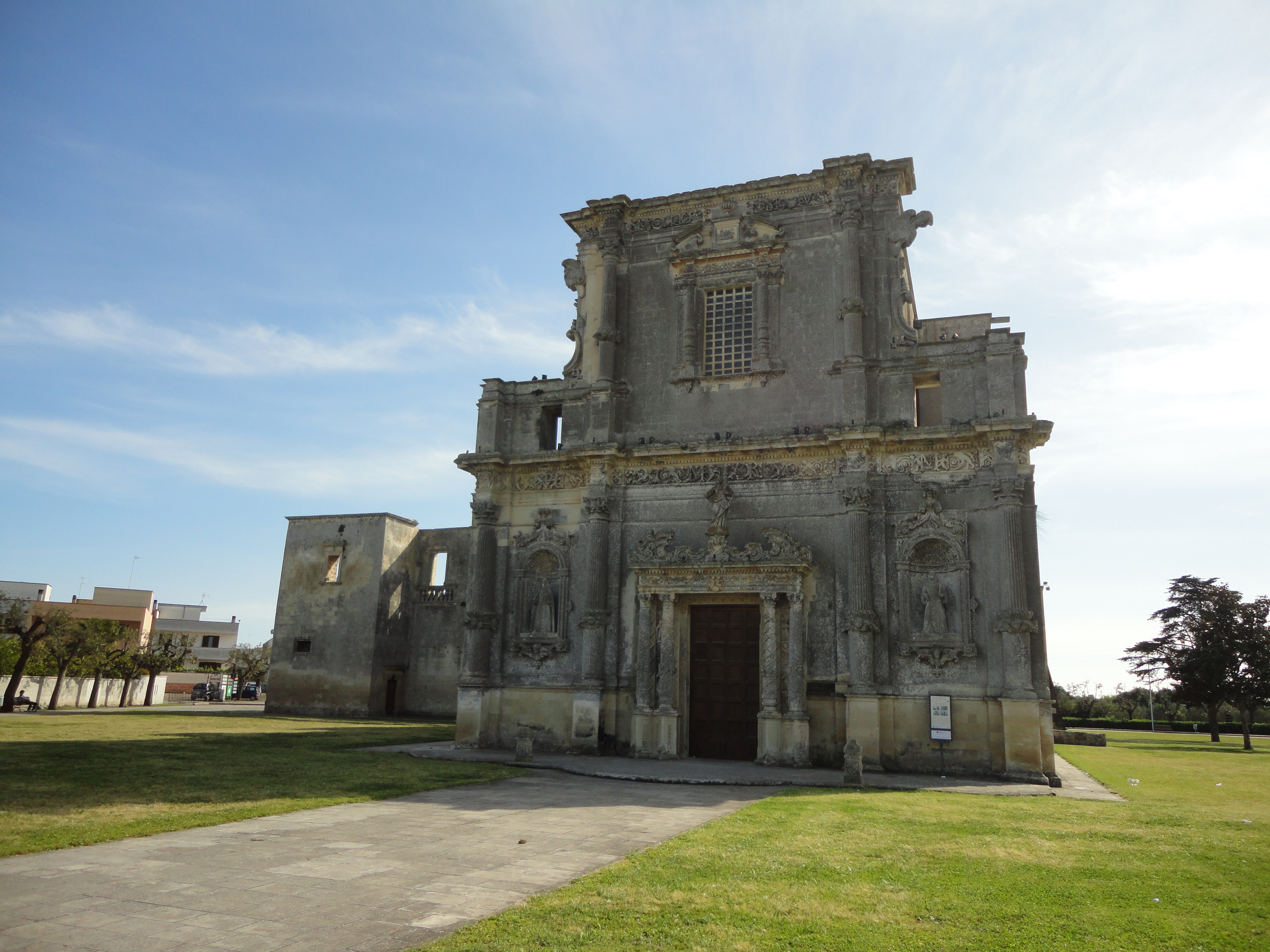
Església dels agustinians
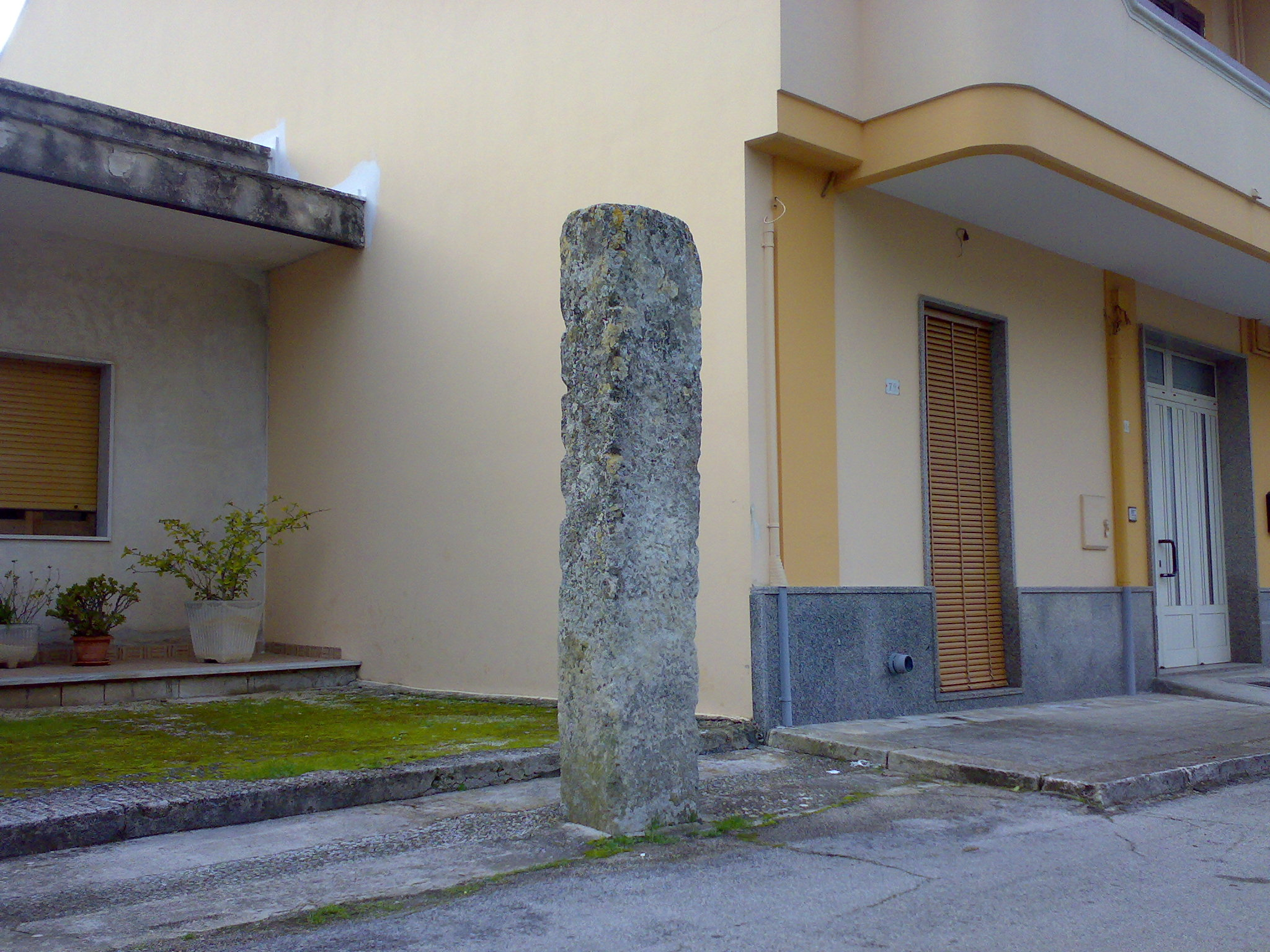
Menhir Minonna
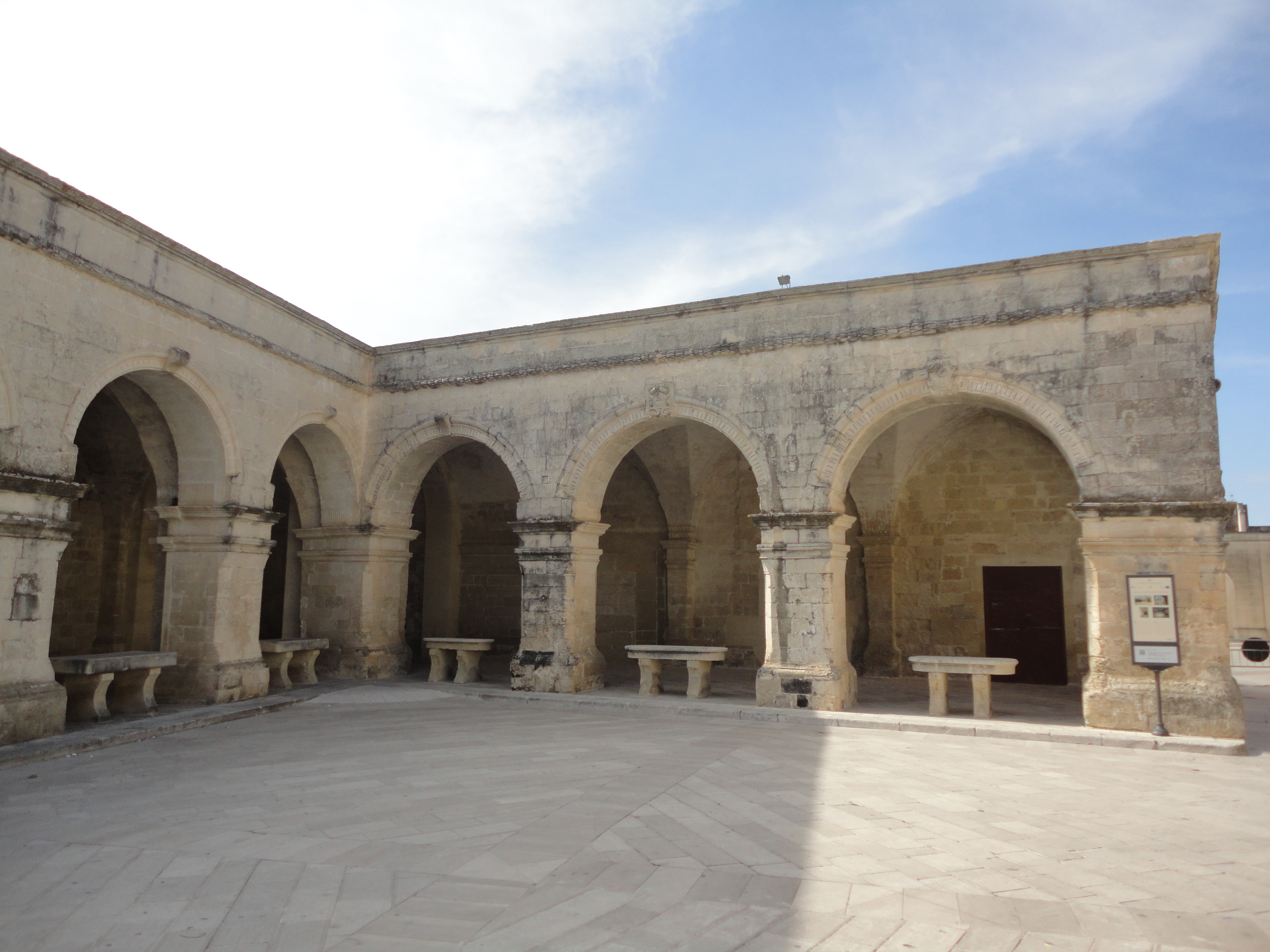
Portics de la plaça de S.Giorgio